# Carlo Paech
Carlo Paech (ur. 18 grudnia 1992) – niemiecki lekkoatleta specjalizujący się w skoku o tyczce.

## Osiągnięcia
- srebrny medal mistrzostw świata juniorów młodszych (Bressanone 2009)
- 10. miejsce podczas halowych mistrzostw świata (Portland 2016)

## Rekordy życiowe
- skok o tyczce (stadion) – 5,80 (2015)
- skok o tyczce (hala) – 5,77 (2016)